# Oluf Høegh
Oluf Hans William Høegh (* 30. April 1927 in Qaqortoq; † 15. Mai 2018) war ein grönländischer Landesrat.

## Leben
Oluf war der Sohn des Schmieds John Otto Abel Jens Høegh (1890–1966) und seiner Frau Marie Augusta Hanne Chemnitz (1896–1972). Sein älterer Bruder war Erling Høegh (1924–1993) und sein Zwillingsbruder Ingvar Høegh (1927–2007). Zwei Onkel väterlicherseits waren Pavia Høegh (1886–1956) und Frederik Høegh (1895–1970), die wie sein Vater im Landesrat saßen. Ein Onkel mütterlicherseits war der Landesrat Jørgen Chemnitz (1890–1956), dessen Sohn Lars Chemnitz (1925–2006) war. Am 24. April 1951 heiratete er die dänische Hauswirtschafterin Magna Jensen (* 1932).
Oluf Høegh fuhr während des Zweiten Weltkriegs als Schiffsjunge zwischen Grönland und den USA. Anschließend wurde er bis 1950 in Frederikssund zum Elektriker ausgebildet. Danach arbeitete er bis 1975 bei Grønlands Tekniske Organisation. Anschließend war er bis 1984 Dorfkonsulent, bevor er nach Hellerup zog, wo er bis 1997 das Grønlænderhjemmet leitete.
Von 1952 bis 1954 war Oluf Høegh Gemeindevogt von Qaqortoq. 1955 wurde er in den Rat der Gemeinde Qaqortoq gewählt. 1959 wurde er wiedergewählt und dabei zum Vorsitzenden ernannt. Anschließend wurde er 1963 in den Landesrat gewählt. Auf ihn geht der Vorschlag zurück, das unter den Abgeordneten ein Vorsitzender gewählt werden sollte, was ab 1967 sein Bruder Erling wurde. Nach einer Legislaturperiode übernahm er 1967 wieder den Posten als Gemeinderatsvorsitzender, den er bis 1975 behielt.
Von 1972 bis 1975 war er Mitglied im Gemeindeverband KANUKOKA. 1952 gründete er die Abstinenzbewegung Det Hvide Kors mit, deren Vorsitz er auch zehn Jahre lang übernahm. Von 1975 bis 1992 war er Mitglied des grönländischen Weihnachtsbriefmarkenkomitees, deren Vorsitz er ab 1987 innehatte. Von 1991 bis 2000 war er zudem Mitglied des Unterstützungskomitees des grönländischen Weihnachtsbriefmarkenkomitees in Dänemark. Von 1986 bis 1999 war er Aufsichtsratsmitglied in der Foreningen Grønlandske Børn.
1975 wurde Oluf Høegh zum Ritter des Dannebrogordens ernannt. Am 19. Februar 2003 wurde er mit dem Nersornaat in Silber ausgezeichnet. Am 5. September 2017 erhielt er den Nersornaat in Gold. Am 15. Mai 2018 starb Oluf Høegh im Alter von 91 Jahren und wurde in Humlebæk begraben.